# Geverik
Geverik est un village néerlandais situé dans la commune de Beek, dans la province du Limbourg néerlandais. Le 1er janvier 2005, le village comptait 430 habitants.